# Tornay Endre András
Tornay Endre András (Zetelaka, 1949. július 21. – Kőszeg, 2008. április 7.) magyar szobrász- és éremművész.

## Életpályája
1976-tól haláláig Magyarországon élt és alkotott. Először Balassagyarmaton, majd 1982-től Kőszegen telepedett le. Elsősorban fából dolgozott, de alkotásai anyagául időnként a követ vagy bronzot választotta. Munkáira jellemző az elvont formavilág, ami kezdetben erősen redukált plasztikákban fogalmazódott meg. Később szimbólumrendszere bővült, áttételesebbé vált, de mindvégig felfedezhető a mélyen a népművészetben gyökerező, szemléletmódja. Ugyanakkor, művei a legújabb szobrászati és éremművészeti tendenciákba simuló korszerű, progresszív alkotások. Hosszan tartó súlyos betegség következtében, viszonylag fiatalon hunyt el. Ennek ellenére, jelentős életművet hagyott hátra.

### Tanulmányai
- 1968–1972 kolozsvári lon Andreescu Képzőművészeti Főiskola, szobrász szak.

## Kiállításai

### Csoportos kiállítások (válogatás)
- 1977-1993, 1997 I-IX., XI. Országos Érembiennále, Lábasház, Sopron
- 1977 FIDEM kongresszus kiállítása, Magyar Nemzeti Galéria, Budapest
- 1978 Stúdió - Jubileumi kiállítás 1958-1978 a Fiatal Képzőművészek Stúdiója kiállítása, Magyar Nemzeti Galéria, Budapest
- 1979 Modern Magyar Éremművészet, Stockholm
- 1977 FIDEM kongresszus kiállítása, Lisszabon
- 1980 Modern Magyar Éremművészet, Oslo
- 1981 Országos Kisplasztikai Biennálé, Pécs
- 1984 Dunántúli Tárlat, Kaposvár
- 1985 FIDEM kongresszus kiállítása, Colorado Springs (USA)
- 1989 Magyar népművészeti hagyományok a kortárs képzőművészetben, Milánó, Foggia, Oristano, Lecce, Frascati, Brescia
- 1989 Országos Kisplasztikai Biennálé, Pécs
- 1990 Dunántúli Tárlat, Kaposvár
- 1991 Unikornis, Vigadó Galéria, Budapest
- 1991 Országos Kisplasztikai Biennálé, Pécs
- 1991 Nemzetközi Kisplasztikai Biennále, Muraszombat (SL)
- 1992 Országos Faszobrászati Kiállítás, Nagyatád
- 1994 Kisszobor '94, Vigadó Galéria, Budapest
- 1994 Derkovits-ösztöndíjasok kiállítása, 1955-1993, Szombathelyi Képtár, Szombathely
- 1995 Helyzetkép/Magyar szobrászat, Műcsarnok, Budapest
- 1996 Korpusz, Kaposvár
- 1997 Magyar Szalon '97, Műcsarnok, Budapest
- 2001 A szobrászaton innen és túl, Műcsarnok, Budapest
- 2001 Orbis pictus, Veszprém
- 2008 Érem 2008, Magyar Képzőművészek és Iparművészek Szövetsége Érem Szakosztály kiállítása, Budapest

### Egyéni kiállításai (válogatás)
- 1972 Kolozsvár
- 1974 Városi Galéria, Csíkszereda
- 1975 Városi Galéria, Brassó
- 1976 Megyei Múzeum, Sepsiszentgyörgy
- 1976 Városi Múzeum, Kézdivásárhely
- 1978 Stúdió Galéria, Budapest
- 1978 Horváth Endre Galéria, Balassagyarmat
- 1983 Megyei Művelődési Központ, Zalaegerszeg
- 1984 Dorottya Galéria, Budapest
- 1984 Miskolci Galéria, Miskolc, (Püspök Istvánnal és Kárpáti Tamással)
- 1984 Városi Művelődési Központ, Kőszeg
- 1985 Uitz Terem, Dunaújváros
- 1985 Lippische Galerie, Detmold (Német Szövetségi Köztársaság)
- 1986 Kernstok Terem, Tatabánya
- 1986 Vigadó Galéria, Budapest
- 1987 Dürer Terem, Budapest, (Stefanovits Péterrel)
- 1987 Lábasház, Sopron
- 1987 Pécsi Galéria, Pécs
- 1988 Vahingen an der Enz (Német Szövetségi Köztársaság)
- 1989 Szombathelyi Képtár, Szombathely
- 1990 Városi Képtár, Kaposvár
- 1990 Bencés kolostor, St. Lambrecht (A)
- 1993 Városi Galéria, Muraszombat (SL)
- 1996 Glaskasten Galerie, Leonberg (D) (Szabados Árpáddal)
- 1997 Vármúzeum, Lendva (SL)
- 1998 Christoff Galéria, Szentendre
- 1999 Pelikán Galéria, Székesfehérvár
- 2000 Írottkő Natúrpark Információs Központ, Kőszeg
- 2001 Karinthy Szalon, Budapest
- 2001 Csók Galéria, Budapest, (Makó Judittal és Véssey Gáborral)

## Díjai, elismerései (válogatás)
- 1978, 1979, 1981 Salgótarjáni Tavaszi Tárlat díja, Salgótarján
- 1981 III. Országos Érembiennále, Sopron
- 1983 VIII. Országos Kisplasztikai Biennále díja, Pécs
- 1983-1986 Derkovits-ösztöndíj
- 1984 Dunántúli Tárlat díja, Kaposvár
- 1985 V. Országos Érembiennále, Ferenczy Béni-díj, Sopron
- 1985 IX. Országos Kisplasztikai Biennále díja, Pécs
- 1985 Derkovits-nívódíj
- 1985 Világifjúsági Találkozó-pályázat díja
- 1986 Pannónia Triennále díja, Eisenstadt
- 1987 Tavaszi Tárlat díja, Szombathely
- 1987 Dunántúli Tárlat díja, Kaposvár
- 1989 VII. Országos Érembiennále díja, Sopron
- 1989 XI. Országos Kisplasztikai Biennále díja, Pécs
- 1990 Munkácsy Mihály-díj
- 1991 VIII. Országos Érembiennále díja, Sopron
- 1991 XII. Országos Kisplasztikai Biennále díja, Pécs
- 1991 Vásárhelyi Őszi Tárlat díja, Hódmezővásárhely
- 1992 Országos Faszobrászati Kiállítás díja, Nagyatád
- 1994 Regionális Kisplasztikai Tárlat díja, Zalaegerszeg
- 1997 XI. Országos Érembiennále díja, Sopron
- 1998 Regionális Kisplasztikai Kiállítás díja, Zalaegerszeg
- 1998 Országos Groteszk Pályázat díja, Kaposvár
- 2001 Orbis pictus kiállítás díja, Veszprém

## Köztéri munkái (válogatás)
- 1848-as emlékmű (1974, Köpec)

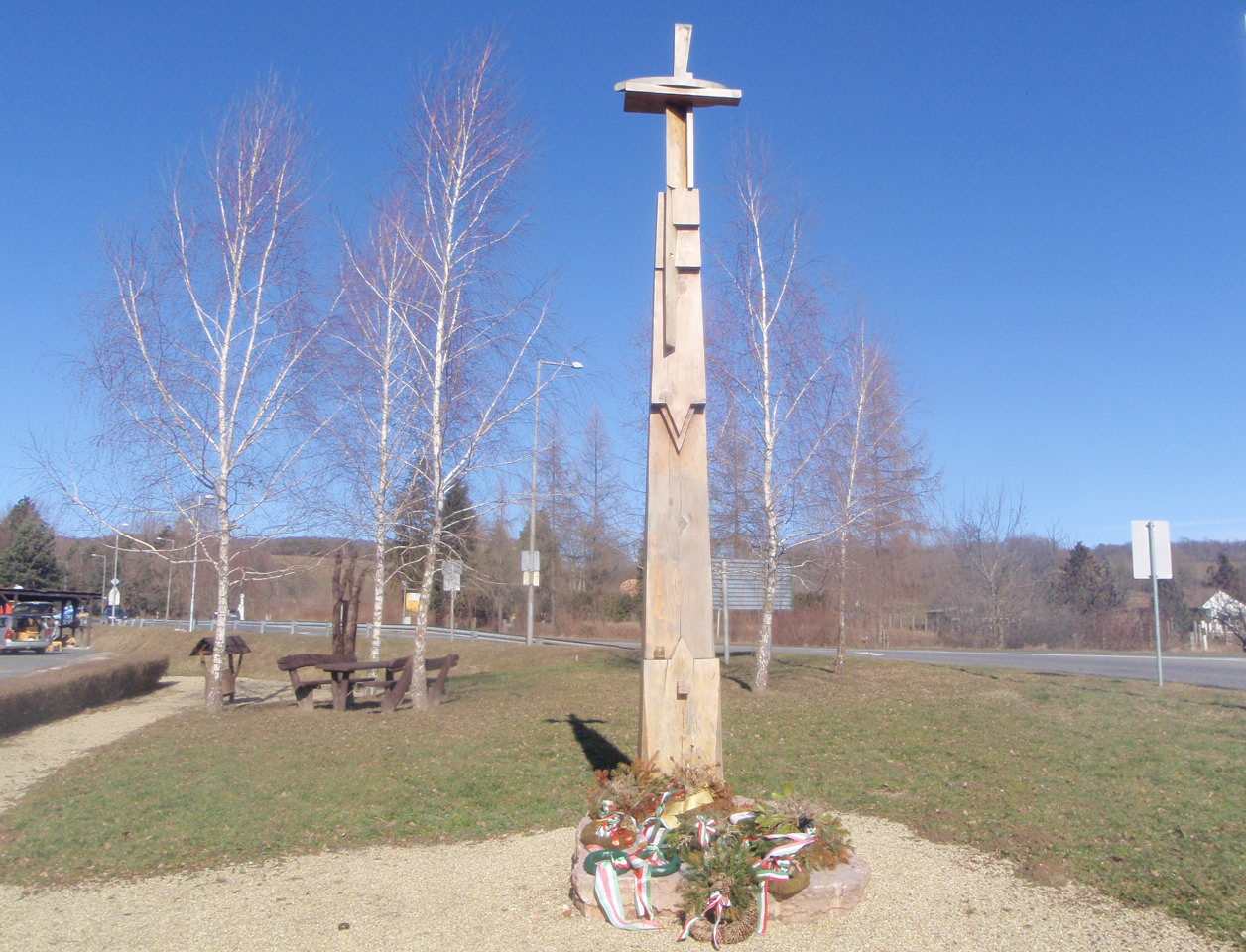
Kőszeg, 1956-ban hazánkból elmenekültek emlékére és a befogadó osztrák állam iránti hálából

- Petőfi Sándor (bronz portrédombormű, 1987, Salgótarján, Petőfi Sándor Általános Iskola)
- Kakasos mese (süttői mészkő, 1980, Budapest, XIII. ker., Tüzér u.-i Óvoda)
- Marx, Engels, Lenin (fa, 1980, Budapest, X. ker., Magyar Szocialista Munkáspárt Körzeti Székháza)
- Díszkút (mészkő, 1981, Balassagyarmat)
- Somogyi betyár (fa, 1982, Nagyatád)
- Felszabadulási emlékmű (bronz, kő, 1984, Kőszeg)
- Kapuőrzők (körte- és tölgyfa, 1987, Orosháza, Általános Iskola)
- Orlay-Fürst Károly (bronz dombormű, 1987, Szombathely, Orlay-Fürst Szakközépiskola)
- Bercsényi Miklós (mészkő portrédombormű, 1988, Szombathely, Bercsényi Miklós Általános Iskola)
- Fali plasztika (tölgyfa, 1990, Budapest, XII. ker., Városmajori Gimnázium)
- 1848, 1956-os emlékmű (kő, bronz, 1991, Hévíz)
- Széll Kálmán (bronz portrédombormű, 1995, Szombathely, MÁV Igazgatóság)
- Szent Gellért (bronz dombormű, 1996, Bakonybél, kápolna)
- Szent István (bronz, 1998, Szombathely)
- Millenniumi emlékkapu (mészkő, 1999, Szentgotthárd)
- II. világháborús emlékmű (gránit, bronz, 2000, Kőszeg)
- 1956-os forradalom emlékműve (fa, 2007, felállítva 2009-ben, Kőszeg)

## Galéria

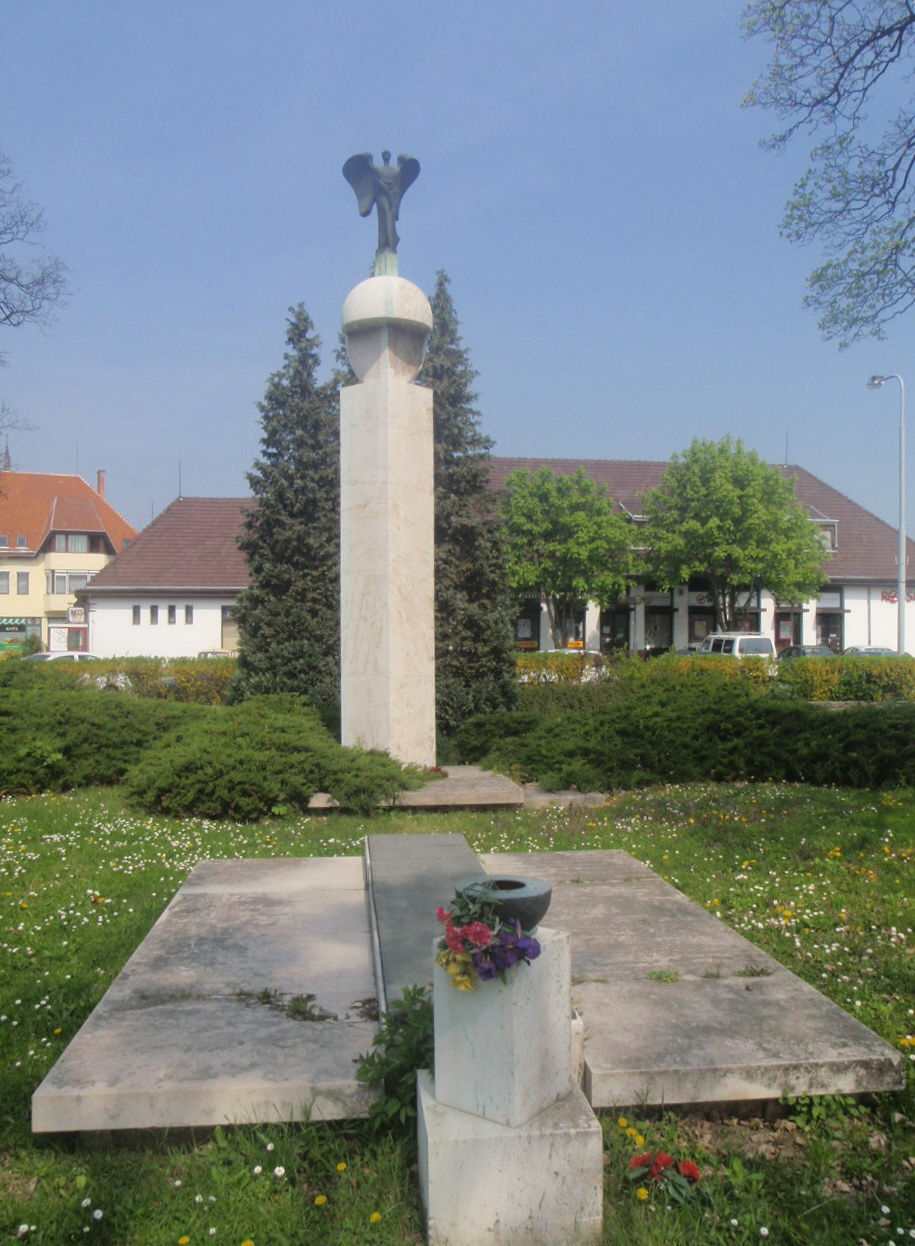
Felszabadulási emlékmű: Kőszeg, Fekete-kert, Rákóczi utca - Munkácsy utca torkolata
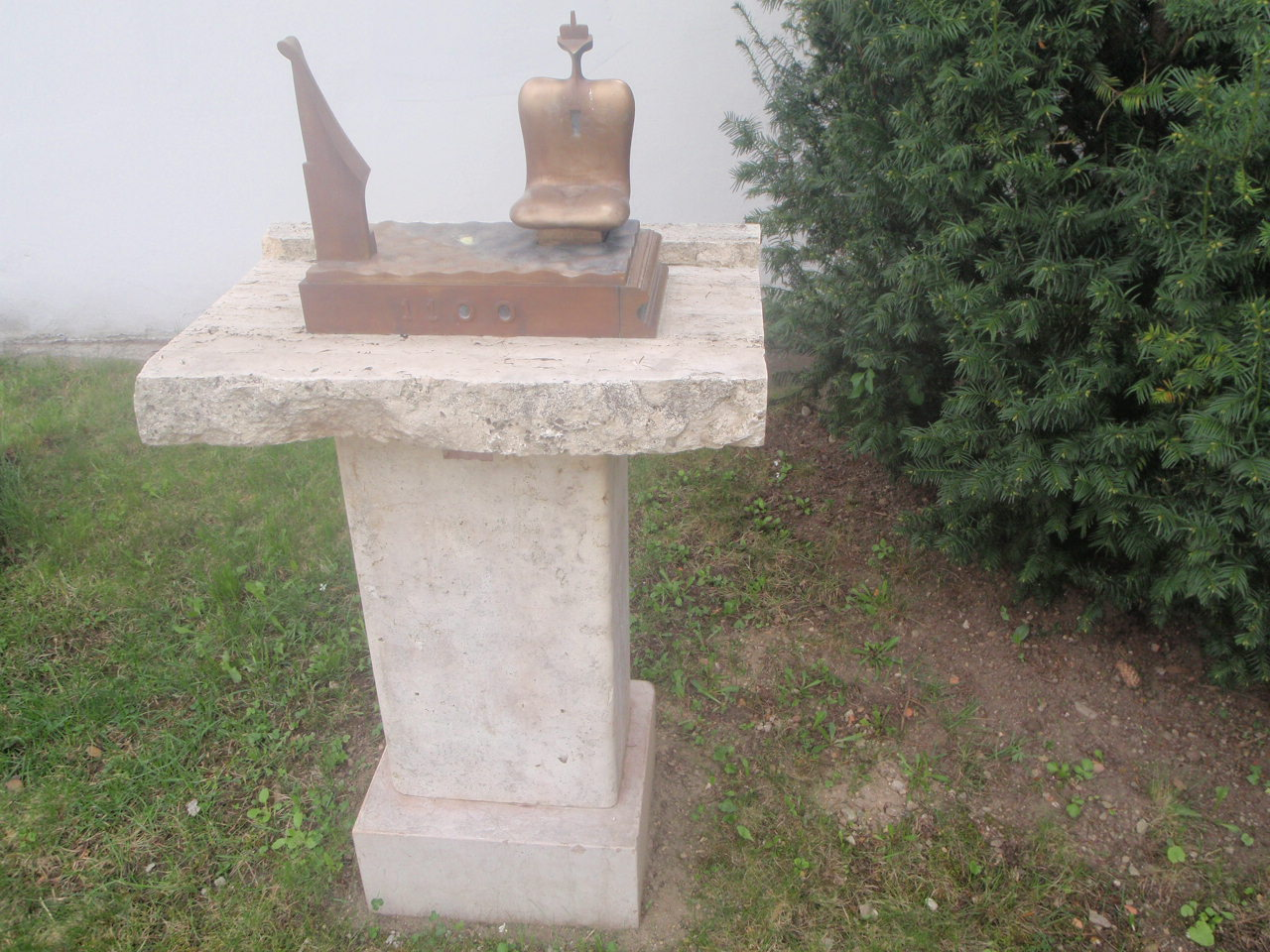
Kisplasztika: Kőszeg, Városháza
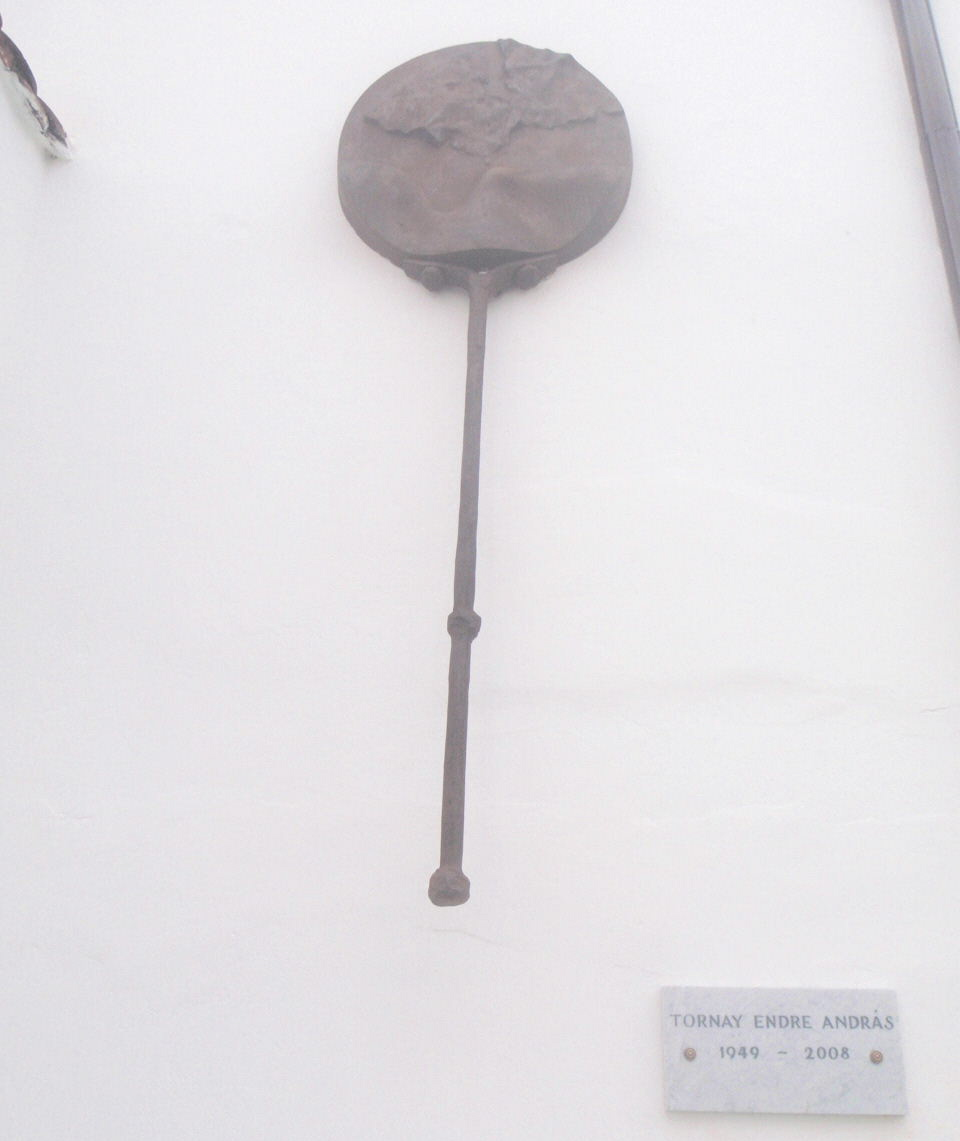
Tornay emlékére felállított saját alkotása: Kőszeg, Városháza